# 高衡孙
高衡孙，兩浙東路鄞縣（今浙江寧波）人，南宋大臣、诗人。高闶从孙。

## 生平
宋理宗端平二年（1235年），考中進士。淳祐七年（1247年），出任建康府通判。遷幹辦行在諸司審計司，负责朝廷审计。历官太中大夫，刑部侍郎，兼临安府知府，旋即任户部侍郎。与赵汝梅、汪之林、陆合、章士元同糟罢官，居家寄情诗酒。后复出，仕至禮部尚書。元朝初年，寿终正寝，卒年八十余。

## 遗迹
- 今宁波宋礼部尚书高衡孙墓
- 高衡孙书杨珏墓志铭[7]